# Енсінас-де-Абахо
Енсінас-де-Абахо (ісп. Encinas de Abajo) — муніципалітет в Іспанії, у складі автономної спільноти Кастилія-і-Леон, у провінції Саламанка. Населення — 623 особи (2010).
Муніципалітет розташований на відстані близько 160 км на захід від Мадрида, 16 км на схід від Саламанки.
На території муніципалітету розташовані такі населені пункти: (дані про населення за 2010 рік)
- Сільйоруело: 169 осіб
- Енсінас-де-Абахо: 454 особи

## Демографія
Динаміка населення (INE ):

## Зовнішні посилання
- Провінційна рада Саламанки: індекс муніципалітетів [Архівовано 23 квітня 2009 у Wayback Machine.]
- Посилання на Google Maps